# Pukë
Pukë (Pukes in albaneza) este un oraș din Albania. Are o populație de circa 6.495 locuitori (2005).Acesta face parte din Districtul Puke.Circa 75% (aproximativ) din populatia orasului se identifica de religie islam,10% se identifica,ca,catolici,si  15% sunt ortodoxi.Etniile principale sunt albanezi,kosovari,turci si romi.Principala cale de transport pana in oras este prin drumul SH5 care vine din Kcire si Rrape,dar,o puteti lua si pe un drum mai putin calitativ prin comuna Qerret i Madh.